# Raša Sraková
Raša Sraka-Vuković, (* 10. října 1979 Lublaň, Jugoslávie) je reprezentantka Slovinska v judu.

## Sportovní kariéra
S judem začínala v Ljubljani v klubu JK Bežigrad ve věku 11 let. Za svoji kariéru vystřídala několik trenéru – Mirko Šindič, Janusz Pawłowski, Gregor Brod a před mateřskou pauzou v roce 2013 spolupracovala s Mitjou Železnikarem.
Stála u zrodu slovinského judistického zázraku — v roce 2002 získala před domácím publikem bronzovou medaili na mistrovství Evropy, která nastartovala její kariéru. Cesta k ní však nebyla jednoduchá. V juniorském věku sice dostávala pravidelně příležitost mezi seniorkami, ale od roku 2000 ji v polostřední váhy vystrnadila o dva roky mladší Urška Žolnir. Ve střední váze se chvíli hledala, ale právě příprava na domácí evropský podnik jí posunula o úroveň výš. Na olympijských hrách v Athénách však roli favoritky nepotvrdila. Vypadla v prvním kole s pozdější vítězkou Masae Ueno z Japonska a ani v opravách se do bojů o medaile nedostala.
V závěru roku 2007 se zranila a nedokázala se dobře připravit na olympijskou sezonu 2008. Pro účast na olympijských hrách v Pekingu potřebovala brát minimálně stříbro na mistrovství Evropy v Lisabonu. Skončila nakonec na 7. místě na olympijské hry se nekvalifikovala.
V roce 2012 si účast na olympijských hrách v Londýně nenechala ujít. Obsadila nakonec 7. místo. Po olympijských hrách si vzala mateřskou pauzu. Se sportovním judem zatím nekončí.

## Výsledky
| Turnaj             | 1996             | 1997             | 1998             | 1999             | 2000             | 2001         | 2002         | 2003         | 2004         | 2005         | 2006         | 2007         | 2008         | 2009         | 2010         | 2011         | 2012         |
| Turnaj             | 17               | 18               | 19               | 20               | 21               | 22           | 23           | 24           | 25           | 26           | 27           | 28           | 29           | 30           | 31           | 32           | 33           |
| Turnaj             | polostřední váha | polostřední váha | polostřední váha | polostřední váha | polostřední váha | střední váha | střední váha | střední váha | střední váha | střední váha | střední váha | střední váha | střední váha | střední váha | střední váha | střední váha | střední váha |
| ------------------ | ---------------- | ---------------- | ---------------- | ---------------- | ---------------- | ------------ | ------------ | ------------ | ------------ | ------------ | ------------ | ------------ | ------------ | ------------ | ------------ | ------------ | ------------ |
| Olympijské hry     | —                |                  |                  |                  | —                |              |              |              | úč.          |              |              |              | —            |              |              |              | 7.           |
| Mistrovství světa  |                  | —                |                  | úč.              |                  | —            |              | úč.          |              | 3.           |              | úč.          |              | 7.           | 3.           | 5.           |              |
| Mistrovství Evropy | —                | úč.              | 7.               | —                | —                | —            | 3.           | 1.           | 3.           | 5.           | 7.           | —            | 7.           | —            | 2.           | 5.           | 3.           |
| MS juniorů         | —                |                  | 3.               |                  |                  |              |              |              |              |              |              |              |              |              |              |              |              |
| ME juniorů         | 5.               | 2.               | 3.               |                  |                  |              |              |              |              |              |              |              |              |              |              |              |              |